# 982
982 (CMLXXXII) je bilo navadno leto, ki se je po julijanskem koledarju začelo na nedeljo.

## Dogodki
- Vikingi vdrejo v Anglijo.